# Троицкое кладбище (Орёл)
Тро́ицкое кладбище — один из старинных некрополей Орла.

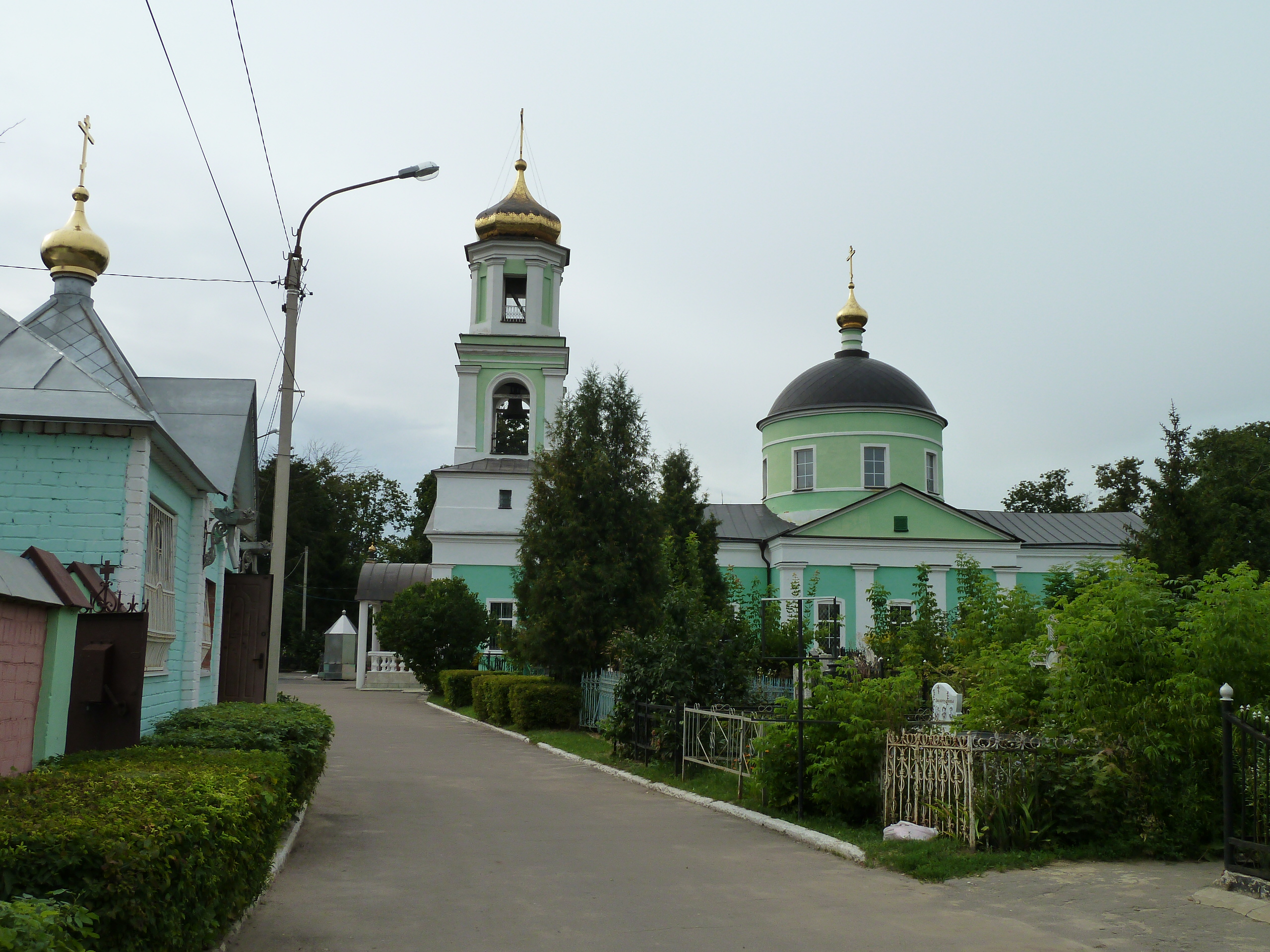
Свято-Троицкий храм

Погост был образован в 1778 году в северной части Орла рядом с Наугорской дорогой. На территории кладбища находится Свято-Троицкий храм, возведённый в 1828 году на средства из пожертвований. Изначально на этом кладбище хоронили представителей дворянского сословия, а также на кладбище было предписано хоронить усопших из слобод Подмонастырской, Новотроицкой и Солдатской, а также деревень Сухая Орлица, Костомаровка, Некрасовка, Тельгино, Жилина, Кишкинка, Никуличи. Кроме этого, здесь совершались погребения орловских богоугодных заведений.
В Советское время на кладбище хоронили известных жителей Орла и Орловской области, деятелей культуры, искусства, представителей партийной и государственной власти.
В западной части кладбища расположен участок Воинских захоронений, куда в 1954 году были перенесены захоронения с Братского революционного кладбища возле бывшего Петропавловского собора. В братской могиле похоронены советские воины, павшие в боях Великой Отечественной войны за освобождение Орла в 1943 году, партизаны, погибшие в годы Великой Отечественной войны, а также военнослужащие, умершие в послевоенное время. Среди похороненных здесь — проживавший после выхода в отставку в Орле генерал-лейтенант танковых войск Г. С. Родин.
Территория Троицкого кладбища со временем включила в себя лютеранский и католический участки, располагавшиеся отдельно.
В середине 1970-х гг. небольшая часть кладбища в юго-восточном секторе попала в зону строительства соединительной автомобильной дороги между улицами Матвеева и Лескова и была снесена.
В 2009 году Троицкое кладбище было закрыто для захоронений.